# Laelia erythrobaphes
Laelia erythrobaphes är en fjärilsart som beskrevs av Collenette 1934. Laelia erythrobaphes ingår i släktet Laelia och familjen tofsspinnare. Inga underarter finns listade i Catalogue of Life.